# Daguangba Shuiku
Daguangba Shuiku är en reservoar i Kina. Den ligger i provinsen Hainan, i den södra delen av landet, omkring 180 kilometer sydväst om provinshuvudstaden Haikou. Daguangba Shuiku ligger 124 meter över havet. Arean är 36 kvadratkilometer. I omgivningarna runt Daguangba Shuiku växer i huvudsak städsegrön lövskog. Den sträcker sig 19,2 kilometer i nord-sydlig riktning, och 11,5 kilometer i öst-västlig riktning.
Genomsnittlig årsnederbörd är 2 114 millimeter. Den regnigaste månaden är juli, med i genomsnitt 364 mm nederbörd, och den torraste är januari, med 14 mm nederbörd.